# Braås park
Braås park är ett naturreservat  i Drevs socken i Växjö kommun i Småland (Kronobergs län).
Reservatet är skyddat sedan år 2000 och är 115 hektar stort. Det är beläget nordväst om Braås vid sjön Örkens västra strand.
Området har en spännande kulturhistoria och varierande natur med rullstensås, betesmarker, lövskogar och barrskogar.

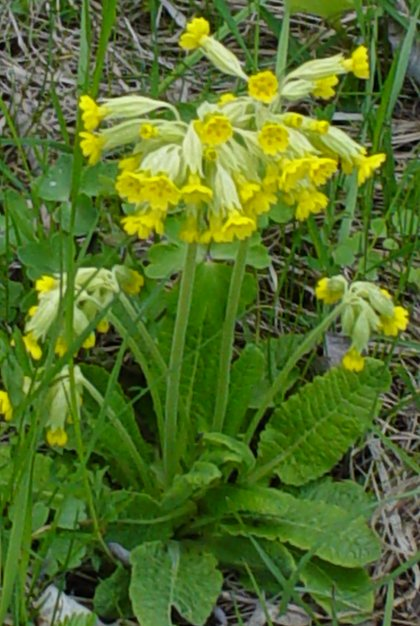
Gullviva

Naturreservatet sträcker sig över det som en gång var åker och äng på Braås herrgård. Där finns rester av gårdens parkanläggning, i form av byggnader, minnesstenar och alléer. Gården har anor från 1500-talet. År 1745 startades där ett järnbruk. I 1800-talets början lät ägaren friherre Rappe anlägga en engelsk trädgård som innehöll många alléer, häckar och slingrande gångstigar. Kvar av trädgården finns nu mest äldre lövträd.
De gamla träden hyser många ovanliga arter av insekter, lavar och svampar. Där finns bland andra lunglav, blomskägglav, korallticka och oxtungssvamp.
I områdets västra del sträcker sig en rullstensås som kallas Braåsen. Där växer gamla tallar och på marken ställvis blomman kattfot. Vid åsen finns ängspartier med backsippa, vårärt, darrgräs, gullviva och slåttergubbe.